# Henar Moreno Martínez
Henar Moreno Martínez (Logroño, 12 de gener de 1973) és una política i advocada espanyola, actual diputada al Parlament de La Rioja. És militant del Partit Comunista d'Espanya i d'Esquerra Unida (IU) d'ençà l'any 1991.
El 27 de juny de 2024 des de la seu del Parlament de La Rioja va instar a complir la sentència del Tribunal de Justícia de la Unió Europea en relació amb els interins en frau de llei.